# Спектр (роман)
«Спектр» — роман российского писателя-фантаста Сергея Лукьяненко, рассказывающий о реальном мире, в котором у человечества появилась возможность путешествовать между мирами при помощи порталов. Роман был написан в 2001—2002 годах и впервые опубликован издательством «АСТ» в 2002 году. Впоследствии неоднократно переиздавался.
В 2003 году роман был отмечен премией «Интерпресскон» в номинации «Крупная форма (роман)»; премией «Бронзовая улитка» Бориса Стругацкого; премией «Сигма-Ф». В том же году на Харьковском международном фестивале фантастики «Звёздный Мост» роман занял первое место в номинации «Лучший роман»; на конференции писателей, работающих в жанре фантастики, «РосКон», был удостоен премии «Золотой РОСКОН»; получил награду фестиваля «Урания» — премию «Большая Урания».

## Вселенная романа

### Ключники
За двенадцать лет до описываемых в романе событий к Земле прилетели пришельцы-ключники и построили Врата, пройдя через которые можно мгновенно попасть в любой из доступных миров. Платой за проход служит интересная история, основным требованием к которой является оригинальность. Пришельцы не объяснили, зачем им это, и игнорируют все вопросы.
При этом ключники не вторглись на Землю, а арендовали небольшую территорию под Врата, оплачивая аренду технологиями. Установление контактов с другими мирами способствовало улучшению жизни на Земле в целом и в России в частности. Прекратились войны, снизилась ксенофобия.

### Главный герой
...к каждой пище есть свой, географией и историей дарованный аккомпанемент. К варёной картошечке и малосольной селедочке не придумано ничего лучше простой русской водки, к пряной бастурме годится густой армянский коньяк... К нежным устрицам - белое французское вино, прохладное и легкое, к жирным и вредным для организма сосискам - чешское или баварское пиво.
Главным героем романа является Мартин Дугин, частный детектив, человек действия, практик. Мартин — жизнелюб, сибарит и большой гурман, приготовление пищи для него является чуть ли не священнодействием, с соответствующими ритуалами. Благодаря тому, что у него отлично получается сочинять подходящие ключникам истории, Мартин свободно путешествует между мирами, выполняя при этом разные «деликатные поручения». В начале романа ему поручают разыскать сбежавшую девушку и вернуть её домой. При этом неизвестно, в какой именно мир та направилась. Вскоре Мартин понимает, что Ирина сбежала не ради приключений, а для достижения какой-то цели.
На протяжении всего романа Мартин вынужденно занят поисками смысла жизни, пытается ответить на вопрос, зачем человеку разум. Пришельцы со своей стороны проявляют к Мартину повышенный интерес, требуя от него всё более сложные истории. От истории к истории Мартин вынужден повышать их философскую глубину, что ведёт и к внутренним переменам самого героя.

## Сюжет
Действие происходит примерно в 2018 году. За 10 лет до описываемых событий на Землю прибыли пришельцы, называющие себя ключниками. Контакт с ключниками позволил людям не только решить некоторые самые насущные проблемы (например, победить голод и несколько наиболее неприятных болезней), но и получить доступ к другим планетам через врата, находящиеся на открытых ключниками станциях. Цивилизация ключников не вмешивается в дела людей (и обитателей других планет), их единственное требование — неограниченный доступ к станциям для всех желающих. Плата за проход — уникальная история, рассказанная путешественником дежурному Ключнику. Любая физическая агрессия на территории станции приводит к немедленному исчезновению агрессора.
Главный герой романа — Мартин Игоревич Дугин, житель Москвы, частный детектив, работающий исключительно на других планетах. Его дар сочинения интересных и, главное, уникальных рассказов позволяет ему со сравнительной лёгкостью оплачивать свой проход через Врата. За эту способность Мартин получил неофициальное прозвище «Ходок». Другой его способностью является развитая эмпатия, позволяющая вжиться во внутренний мир разыскиваемого и, как правило, с достаточно высокой вероятностью успеха предположить, где его имеет смысл искать в первую очередь, какой из доступных миров мог его заинтересовать.
Жизнь Мартина резко меняется, когда к нему в кабинет приходит Эрнесто Семёнович Полушкин, богатый заказчик, с просьбой найти его сбежавшую дочь, Ирину. После короткого осмотра личных вещей девушки детектив обнаруживает её на Библиотеке — планете, полной древними руинами. Но прежде чем он смог вернуть Ирину домой, та погибает в результате, казалось бы, несчастного случая. Перед смертью девушка успевает передать Мартину название другой планеты, где Ходок снова обнаруживает Ирину в целости и сохранности. Вскоре он узнаёт, что Ирина существует на нескольких планетах одновременно, каждая из них телепатически связана со своими копиями. Мартин обнаруживает, что начинает испытывать чувства по отношению к дочери клиента. Его единственной задачей становится спасение Ирины, но девушки одна за другой погибают у него на руках…
Выясняется, что в программе, осуществляющей взаимодействие путешественника со станцией ключников, ошибочно не была устранена возможность одновременного выбора нескольких мест назначения для телепортации. В результате Ирина, выбрав сразу несколько мест, скопировала себя в нескольких экземплярах на различных планетах. Само Мироздание сочло это нарушением базовых принципов бытия и стало подстраивать ситуации так, чтобы все «лишние» клоны Ирины гибли в результате нелепых случайностей.

## Планеты
Всего роман имеет семь частей и один эпилог. В каждой части помимо Земли главный герой посещает одну планету, на которой он всегда находит девушку. Кроме того, в начале первой части он покидает ещё одну планету.
Хлябь
Сырая, болотистая, холодная планета, где триста дней в году идёт дождь. Крупнейший город находится на берегу моря, где жители добывают водоросли, отвар которых продлевает жизнь и придаёт яркость впечатлениям. В городе этот отвар пьют все, от мэра до последнего нищего, но в других мирах он доступен лишь самым богатым и влиятельным.
Библиотека
Планета без своей разумной расы. Вся планета представляет множество разделённых узкими водными каналами каменных островков, на каждом из которых стоит от одного до нескольких сотен обелисков — полутораметровых каменных столбов. На каждом обелиске написан один символ. Население планеты — около тысячи разумных существ, из них около 300 человек. В основном это учёные, безуспешно пытающиеся расшифровать надписи на обелисках. Собственная жизнь планеты представлена тремя видами водорослей и девятью видами водных животных, живущих в каналах. Все они не агрессивны и съедобны.
Прерия-2
Планета, колонизированная США. Представляет собой идеализированный вариант Дикого Запада. Население — более двадцати тысяч колонистов, кроме того, имеется собственная разумная раса («индейцы»), очень похожая на людей, но стоящая на стадии первобытного скотоводства.
Аранк
Планета, являющаяся родным миром расы аранков — гуманоидов, практически неотличимых от людей. Является наиболее технически развитым миром из всех 409 планет, находящихся в списке Ключников, сильно опережая в развитии Землю. Большая часть потребностей жителей удовлетворяется бесплатно. Населяющие планету аранки — мудрая и добрая раса, имеющая одну уникальность — они начисто лишены понятия «смысл жизни». Понимание религии, души и Бога им также недоступно. Тем не менее, они вполне эмоциональные и дружелюбные существа.
Мардж
Планета, населённая расой дио-дао — сумчатыми гермафродитами с полугодовым сроком жизни. Зачатие происходит в Ночь Свершения — 10-12-часовой период, когда из-за гормональной бури дио-дао практически не может воздержаться от полового акта. Дети (от одного до трёх) разумны ещё до рождения благодаря способности дио-дао передавать детям половину своих воспоминаний. Сразу после родов дио-дао умирает. Те дио-дао, которые по каким-либо причинам не забеременели, живут несколько дольше других (выигрыш от недели до месяца).
Дио-дао отличаются невероятной склонностью к бюрократии. На планете имеется Долина Бога — место отправления всех религиозных культов Галактики. «Мардж» — название, данное американцами из принципов политкорректности («Мардж» в переводе с языка дио-дао обозначает «планета») так как настоящее название планеты — Факью.
Беззар
Планета, сплошь покрытая слоем воды с такой силой поверхностного натяжения, что по ней можно ходить, не проваливаясь. Населена беззарийцами — двухметровых размеров амёбами, единственными разумными одноклеточными в Галактике. Пребывание на планете более суток без специальных приспособлений смертельно для человека.
Шеали
Планета, населённая расой шеали — нелетающими птицами, уникальность которых состоит в том, что они научились полностью гасить в себе разум по достижении совершеннолетия. Таким образом, они избавились от душевных терзаний и тревожных размышлений. В повседневной жизни взрослые шеали не думают, а действуют благодаря рефлексам, приобретённым в детстве.
Талисман
Планета, покрытая двухсотметровым слоем тумана, перерабатывающим излучение местного солнца в электричество, поступающее затем в землю. Эта энергия расходуется на непрерывный синтез и последующее разрушение материи в так называемых сейфах.

## Создание и издание
Какого-либо конкретного толчка к написанию романа, по словам Лукьяненко, не было. Книга была написана на основе всего прошлого жизненного опыта. На композицию произведения повлиял роман российского и советского писателя Владимира Орлова «Альтист Данилов», после прочтения которого Лукьяненко задумался о том, чтобы написать очередной роман более «густым» языком. После этого несколько разных вариантов сюжета сложились в единый сюжет получившегося романа.
Создание мира «Спектра» начиналось, как и создание многих других миров в произведениях писателя, с главного героя, его ситуации и сюжета романа. После чего в ходе работы над придуманной ситуацией на второй-третьей странице постепенно возникла концепция нового мира.
Каждая глава в романе начинается с фирменного рецепта писателя, так как одним из его хобби является приготовление «чего-нибудь вкусного».
Как и в прочих произведениях автора, в тексте присутствуют шифровки и «акростихи». Так, из первых слов семи частей романа можно составить считалку для запоминания цветов радуги, а из начальных букв каждой строки во второй части произведения складывается слово «Семецкий».
В произведении использованы фрагменты песен «Песенка о Форните» и «Солнце» Олега Медведева.
Редактированием романа занимался Виталий Каплан.
| Год  | Издательство               | Место издания | Серия                         | Тираж         | Примечание | Источник |
| ---- | -------------------------- | ------------- | ----------------------------- | ------------- | --- | -------- |
| 2002 | АСТ                        | Москва        | Звёздный лабиринт             | 76000 + 82000 | Иллюстрация на обложке и внутренние иллюстрации В. Бондаря.                                                             | [ 6 ]    |
| 2006 | АСТ, АСТ Москва, Хранитель | Москва        | Чёрная серия (танковая щель)  | 20000 + 25000 | Иллюстрация на обложке В. Бондаря                                                                                       | [ 7 ]    |
| 2007 | АСТ, АСТ Москва, Хранитель | Москва        | Звёздный лабиринт: коллекция  | 15000         | Два внецикловых романа: «Осенние визиты» и «Спектр». Иллюстрации на передней обложке В. Бондаря, на задней А. Дубовика. | [ 8 ]    |
| 2007 | АСТ, Хранитель             | Москва        | Библиотека мировой фантастики | 2000          | Два внецикловых романа («Осенние визиты», «Спектр») и повесть («Кредо»).                                                | [ 9 ]    |
| 2007 | АСТ                        | Москва        | под Дозоры                    | 3000          | Два внецикловых романа («Осенние визиты», «Спектр») и повесть («Кредо»). Иллюстрация на обложке В. Бондаря.             | [ 10 ]   |
| 2012 | АСТ, Астрель               | Москва        | Звёздный лабиринт 3           | 3000          | Иллюстрация на обложке В. Бондаря.                                                                                      | [ 11 ]   |
| 2014 | АСТ                        | Москва        | Весь Сергей Лукьяненко        | 5000          | Два внецикловых романа («Осенние визиты», «Спектр») и повесть («Кредо»). Иллюстрация на обложке В. Н. Ненова.           | [ 12 ]   |

| Год  | Название                                  | Издательство     | Место издания | Язык       | Переводчик  | Источник |
| ---- | ----------------------------------------- | ---------------- | ------------- | ---------- | ----------- | -------- |
| 2005 | Spektrum (każdy myśliwy pragnie wiedzieć) | Książka i Wiedza | Варшава       | Польский   | Э. Скурская | [ 13 ]   |
| 2005 | Spektrum                                  | Epocha           | Прага         | Чешский    | Л. Дворжак  | [ 14 ]   |
| 2009 | Spektrum: Roman                           | Heyne Verlag     | Мюнхен        | Немецкий   | C. Pöhlmann | [ 15 ]   |
| 2009 | Спектър Т.1: Всеки ловец иска да знае     | ИнфоДАР          | София         | Болгарский |             | [ 16 ]   |
| 2011 | Spektrum                                  | Triton, Argo     | Прага         | Чешский    | Л. Дворжак  | [ 17 ]   |

## Критика и оценки
Лаборатория Фантастики

 Goodreads

 LibraryThing
По мнению писателя и критика Виталия Каплана, нужна большая смелость, чтобы писать роман о поисках смысла жизни. В книге Лукьяненко рассуждает от противного, предлагая ложные варианты, являющиеся всего лишь попытками избежать настоящего ответа. Автор убеждён, что свой выбор предстоит сделать каждому, и указывает путь к той точке, где возможен честный выбор.
В поэтике романа отмечено три стилистические манеры, проявляющиеся в прологах, основном действии и притчах Мартина. В прологах язык очень плотный, богатый смысловыми оттенками. Основное действие представлено в характерном для писателя «упругом» ключе, смещающем фокус внимания, создавая эффект панорамы. Притчи, рассказанные Мартином ключникам, написаны более простым и одновременно поэтически живописным языком.
Дмитрий Володихин отметил стремление автора показать «драгоценные домашние мелочи, уют малой жизни», для чего Лукьяненко специально фокусирует внимание читателей на гурманстве главного героя. По мнению критика, современной фантастике очень не хватает столь важных элементов реальности.
Василий Владимирский отметил, что книга отвечает духу времени, так как девиз нулевых годов, по мнению критика, — «всё могу, но делать ничего не буду». В этом плане Мартин Дугин является типичным «героем нашего времени». Также роман, главный герой которого на протяжении всего повествования распутывает сложные загадки, а в конце обоснованно отказывается от фантастических возможностей, является показательным примером в творчестве Лукьяненко. Всё остальное в романе, помимо подтекста, по мнению критика, является всего лишь элементами антуража. В подтексте книги Лукьяненко, возможно невольно, удалось изобразить портрет поколения.
В 2003 году роман был отмечен премией «Интерпресскон» в номинации «Крупная форма (роман)»; премией «Бронзовая улитка» Бориса Стругацкого; премией «Сигма-Ф», призом читательских симпатий журнала «Если», в номинации «Крупная форма, романы». В том же году на Харьковском международном фестивале фантастики «Звёздный Мост» роман занял первое место в номинации «Лучший роман»; на конференции писателей, работающих в жанре фантастики, «РосКон», был удостоен премии «Золотой РОСКОН»; получил награду фестиваля «Урания» — премию «Большая Урания», приз читательских симпатий. Кроме того, в 2003 году в номинации «Крупная форма» роман выдвигался на премию «Странник», «АБС-премию» и премию «Русская фантастика». В 2008 году на совмещённой конференции «РосКон» и «ЕвроКон» — «EuroRosCon» — роман был номинирован на «Премию премий», единожды вручавшуюся награду за лучшее произведение российских писателей за всё время проведения РосКонов.

## Адаптации
Аудиокниги:
1. В 2002 году аудио-издательствами «СиДиКом» и «Элитайл» была выпущена аудиокнига по роману. Аудиокнига продолжительностью 20 часов 25 минут вышла на двух CD-дисках в серии «Лучшая российская фантастика». Текст читает Сергей Кирсанов[24][25].
2. В 2011 году издательствами «Астрель» и «Аудиокнига», входящими в холдинг «Издательская группа АСТ», в серии «Бестселлер» была выпущена аудиокнига на двух CD-дисках. Текст читает Сергей Кузнецов[26]. (19 часов 40 минут)
3. Аудиокнига была также озвучена советским диктором Вячеславом Герасимовым в 2003 г. (20 часов 25 минут).
4. Аудиокнига была также озвучена Никитой Карповым в 2006(17 часов 48минут).

В июне 2016 года в своём блоге Лукьяненко написал, что права на экранизацию романа свободны, и он рекомендует книгу, как одну из наиболее удобных для экранизации.